# Undina (Čajkovskij)
Undina (v ruském originále Ундина) je nedochovaná druhá opera ruského skladatele Petra Iljiče Čajkovského na libreto Vladimira Alexandroviče Solloguba, napsaná roku 1869. Až na úryvky nebyla opera nikdy provedena a Čajkovskij ji následně zničil, přičemž část hudby využil ve svých pozdějších skladbách.

## Vznik a historie díla
Již při dokončování své první opery Vojevoda (1868) se Čajkovskij zmiňoval o plánu napsat novou operu. K ní si vybral již existující libreto spisovatele hraběte Vladimira Alexandroviče Solloguba (1813-1882), které bylo původně napsáno pro tvůrce ruské carské hymny Alexeje Fjodoroviče Lvova (1798-1870), jehož Undina (1848) se nesetkala s úspěchem. Sollogubovo libreto se zakládalo na známé povídce německého spisovatele Friedricha de la Motte Fouqué (1777-1843), konkrétně jeho ruském veršovaném překladu Vasilije Andrejeviče Žukovského (1783-1852), který byl oblíbenou četbou v Čajkovského rodině (v pozůstalosti Čajkovského se dochoval výtisk prvního vydání).
První zmínka v Čajkovského korespondenci o nové opeře je z ledna 1869, kdy už měl značnou část hotovu. Do dubna napsal náčrt celé opery a do července jej instrumentoval. Spěch byl odůvodněn tím, že ředitel petrohradské opery S. A. Gedeonov slíbil uvést operu v následující sezóně, požadoval ale úplnou partituru nejpozději v srpnu.
Skladatel však dlouho nedostal vyrozumění a teprve v listopadu mu bylo sděleno, že opera Undinu neuvede. Skladatel a kritik C. A. Kjuj napsal: Jak jsem slyšel, byla odmítnuta pro údajný příklon k ultramoderní hudbě, nedbalou orchestraci a nedostatek melodiky. … Undinu sice vůbec neznám, ale je mi znám talent pana Čajkovského jako skladatele: je vynikající orchestrátor a melodik a moderní operní a zpěvní tendence jsou mu zcela cizí. Dne 16. (dle gregoriánského kalendáře 28.) března 1870 byly úryvky z prvního dějství opery (předehra, árie Undiny a finále) koncertně provedeny v moskevském Velkém divadle, aniž by se tím uvedení celé opery přiblížilo.
Čajkovskij byl postupem divadla rozhořčen, postupně si však k dílu vytvářel odstup a začal si uvědomovat jeho nedostatky, zejména v dramatickém smyslu. Roku 1873 pracoval na scénické hudbě k Ostrovského hře Sněhurka a vyžádal si partituru Undiny (na jejíž provedení nebyla naděje) od divadla zpět, aby využil některá hudební čísla. Později ji využil ještě při kompozici baletu Labutí jezero (1875-76). V dopise N. F. von Meckové z 30. dubna 1878 hovoří o tom, že partituru Undiny spálil "před třemi lety", tedy asi v době práce na Labutím jezeře.
Zachovaly se pouze části provedené v moskevském divadle v roce 1870, pro které byla pořízena kopie rukopisné partitury nacházející se v té době v Petrohradě. Novodobě byly vydány roku 1950. Tyto úryvky ukazují, že se Čajkovskij soustředil na vystižení přírodního elementu a koloritu, jakož i středověké atmosféry.

## Dochované části
1. Introdukce (předehra). Moderato assai. Byla použita prakticky beze změn jako introdukce ke hře Sněhurka A. N. Ostrovského
2. Píseň Undiny z I. dějství (Vodopad moj ďaďa, ručejek moj brat / Водопад мой дядя, ручеек мой брат), moderato. Použita znovu jako Lelova píseň v I. dějství Sněhurky
3. Závěr I. dějství, allegro. Skládá se z bouře a následujícího sboru vesničanů (Spasajtěs, spasajtěs / Спасайтесь, спасайтесь), duetu Undiny a Huldbranda (O sčasťje, mig blažennyj / О, счастье, миг блаженный) a vlastního finále (O smerti čas, poslednij čas / О, смерти час, последний час).
4. Svatební průvod z III. dějství. Andante marziale quasi moderato. Použito znovu ve druhé větě symfonie č. 2.
5. Duet Undiny a Huldbranda z III. dějství, andante non troppo (Undina, zabuď moi prestupleňja / Ундина, забудь мои преступленья ). Použit ve II. dějství (č. 13-V) baletu Labutí jezero k pas-de-deux Odetty a Siegfrieda; zpěvní hlasy původní partitury jsou nahrazeny duetem houslí a violoncella.

V plném znění se dochovaly části 1-3, které byly koncertně provedeny roku 1870. Duet (č. 5) rekonstruoval skladatel Vissarion Jakovlevič Šebalin.

## Osoby a první obsazení
| Osoba                                 | Hlasový obor | Obsazení při neúplné premiéře 16. (28.) března 1870 |
| ------------------------------------- | ------------ | --------------------------------------------------- |
| Goldmann (Гольдман), starý rabář      | bas          |                                                     |
| Bertha (Берта), jeho žena             | mezzosoprán  |                                                     |
| Undina (Ундина), jejich schovanka     | soprán       | A. D. Alexandrova-Kočetova                          |
| Huldbrand (Гульбранд), rytíř          | tenor        | Alexandr Dodonov                                    |
| Vévoda (Герцог)                       | bas          |                                                     |
| Berthalda (Бертальда), vévodova dcera | mezzosoprán  |                                                     |
| Lid                                   |              |                                                     |
| Dirigent: Eduard N. Merten            |              |                                                     |

## Děj opery
Odehrává se Německu poblíž Dunaje na hradě Ringstettenu v 15. století

### 1. dějství
(Rybářská chatrč u Dunaje) Starý rybář Goldmann a jeho žena Bertha se strachují o svou schovanku Undinu, která se zdržela venku. Vchází rytíř Huldbrand a žádá o nocleh. Hovoří o tom, jak zabloudil v temném lese a zachránil jej krásný anděl - což je, jak se ukáže, Undina. Když se dívka vrátí, rytíř se do ní ihned zamiluje. Oba se ihned rozhodnou ke sňatku a loučí se s chýší I starým párem. Začíná mohutná bouřka, Huldbrand se dává do boje se živlem a odnáší Undinu na ramenou.

### 2. dějství
(Nádvoří vévodova hradu) Připravuje se svatba Huldbranda s Undinou, ale vévoda, rytířův pán, se mu chce pomstít, neboť se měl stát ženichem Berthaldy, považované za vévodovu dceru. I Berthalda dosud Huldbranda miluje a na jeho novou lásku žárlí. Rytíř se ale překvapivě vrací, Undinu zanechal a je opět zamilován do Berthaldy. Na hostině pořádané na Berthaldinu počest zpívá Undina baladu, ze které vychází najevo, že Berthalda je ve skutečnosti dcerou Goldmanna a Berthy. To způsobí pozdvižení a Huldbrand krutě vyhání Undinu do jejího "nečistého světa". Undina se vrhá do Dunaje a zahyne. Rytíř se ji chce pokusit zachránit, hosté jej však zadrží.

### 3. dějství
(Cesta, v pozadí kostel) Huldbrand oplakává Undinu. Berthalda jej chce odvést do kostela, kde se má konat jejich svatba, on se ale zdráhá. Objeví se vévoda a vypráví, že od Undininy smrti jej v noci pronásleduje její přízrak a žádá jej, aby nepřipustil zamýšlený sňatek. Objevuje se Goldmann a i on chce obřadu zabránit. Goldmann i vévoda se dozvídají, že Undina se vynořila ze studny a zmařila svatební průvod. V rozčilení vbíhá Huldbrand a za ním Undina. Navzájem si naposledy vyznávají lásku, pak rytíř padá mrtev k zemi. Undina jej oplakává a mizí, proměnivši se ve studánku. Na scéně zůstává jen tma a měsíční svit.

## Nahrávky
Starší gramofonové nahrávky firmy Melodija byly vydány na CD firmy VoxBox (CDX5117)
1. Introdukce, Velký rozhlasový symfonický orchestr SSSR, dirigent Alexandr Gauk
2. Undinina árie, duet Undiny a Huldbranda a finále I. dějství. Zpívají (Undina) T. Milaškina, (Huldbrand): E. Rajkov, sbor a Televizní a rozhlasový operní a symfonický orchestr SSSR diriguje Jevgenij Akulov